# Moses Brown

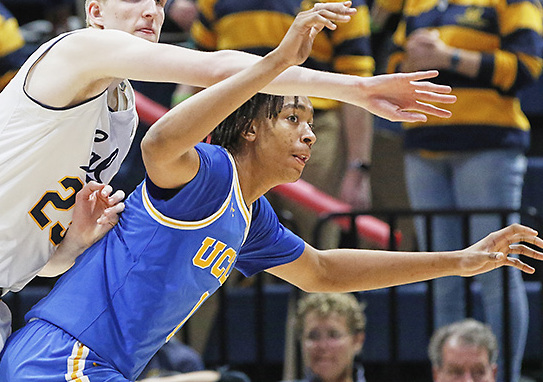
Moses Brown, 2019.

Moses Shirief-Lamar Brown, född 13 oktober 1999 i New York i New York, är en amerikansk professionell basketspelare (C) som spelar för Dallas Mavericks i National Basketball Association (NBA). Han har tidigare spelat för Portland Trail Blazers, Oklahoma City Thunder, Cleveland Cavaliers, Los Angeles Clippers, Brooklyn Nets och Indiana Pacers.
Brown blev aldrig NBA-draftad.
Innan han blev proffs studerade Brown vid University of California, Los Angeles och spelade för deras idrottsförening UCLA Bruins.